# Juvelen i kronan
Juvelen i kronan är en brittisk TV-serie som sändes i SVT 1985 och som bygger på romanserien Rajkvartetten av Paul Scott. Den utspelar sig under åren före Indiens självständighet. Brittiska Indien är just "Juvelen i kronan" i det brittiska imperiet. Serien kretsar runt ett antal personer och deras vardag och hur de sista turbulenta åren av brittiskt styre i Indien kommer att påverka deras liv. Serien regisserades av Christopher Morahan och Jim O'Brien.

## Roller (i urval)
- Ronald Merrick - Tim Pigott-Smith
- Hari Kumar - Art Malik
- Daphne Manners - Susan Wooldridge
- Lili Chatterjee - Zohra Sehgal
- Syster Ludmila - Matyelok Gibbs
- Barbie Batchelor - Peggy Ashcroft
- Sarah Layton - Geraldine James
- Guy Perron - Charles Dance
- Ahmed Kasim - Derrick Branche

## Priser
Serien vann flera BAFTA (British Academy of Film and Television Arts Awards) utmärkelser:
- Bäste skådespelare - Tim Pigott-Smith
- Bästa skådespelerska - Peggy Ashcroft
- Bästa dramaserie - Christopher Morahan och Jim O'Brien
- Bästa kostymdesign - Esther Dean och Diane Holmes